# Victor Koretzky
Victor Koretzky (Béziers, 26 de junio de 1994) es un deportista francés que compite en ciclismo en las modalidades de montaña, en la disciplina de campo a través, y ruta.
Participó en tres Juegos Olímpicos de Verano, entre los años 2016 y 2024, obteniendo una medalla de plata en París 2024, en la prueba de campo a través, y el quinto lugar en Tokio 2020, en la misma prueba.
Ganó ocho medallas en el Campeonato Mundial de Ciclismo de Montaña entre los años 2011 y 2024, y dos medallas en el Campeonato Europeo de Ciclismo de Montaña, en los años 2011 y 2016.

## Medallero internacional
| Juegos Olímpicos   | Juegos Olímpicos             | Juegos Olímpicos  | Juegos Olímpicos           |
| Año                | Lugar                        | Medalla           | Competición                |
| ------------------ | ---------------------------- | ----------------- | -------------------------- |
| 2024               | París (Francia)              | Medalla de plata  | Campo a través             |
| Campeonato Mundial |                              |                   |                            |
| Año                | Lugar                        | Medalla           | Competición                |
| 2011               | Champéry (Suiza)             | Medalla de oro    | Campo a través por relevos |
| 2012               | Leogang/Saalfelden (Austria) | Medalla de plata  | Campo a través por relevos |
| 2015               | Vallnord (Andorra)           | Medalla de oro    | Campo a través por relevos |
| 2016               | Nové Město (República Checa) | Medalla de oro    | Campo a través por relevos |
| 2021               | Val di Sole (Italia)         | Medalla de bronce | Campo a través             |
| 2023               | Glasgow (Reino Unido)        | Medalla de plata  | Campo a través corto       |
| 2024               | Pal Arinsal (Andorra)        | Medalla de oro    | Campo a través corto       |
| 2024               | Pal Arinsal (Andorra)        | Medalla de plata  | Campo a través             |
| Campeonato Europeo |                              |                   |                            |
| Año                | Lugar                        | Medalla           | Competición                |
| 2011               | Dohňany (Eslovaquia)         | Medalla de oro    | Campo a través por relevos |
| 2016               | Huskvarna (Suecia)           | Medalla de plata  | Campo a través por relevos |

## Palmarés
2022
- 1 etapa del Alpes Isère Tour